# Parorsidis rondoni
Parorsidis rondoni är en skalbaggsart som först beskrevs av Stefan von Breuning 1962.  Parorsidis rondoni ingår i släktet Parorsidis och familjen långhorningar.
Artens utbredningsområde är Laos. Inga underarter finns listade i Catalogue of Life.